# T-bucket

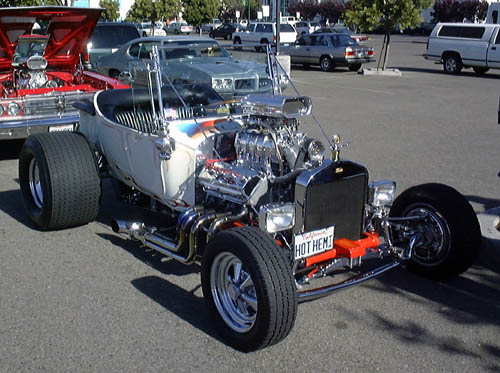
Esempio di T-bucket

Le auto T-bucket, dette anche Bucket-T, rappresentano uno stile particolare delle vetture hot rod basate esclusivamente sulla Ford Modello T estesamente modificate o in alternativa una sua replica. Va detto che attualmente, dato che la vettura originale non viene più prodotta da circa 100 anni, le T-bucket sono quasi tutte delle repliche, anche se esistono ancora delle vetture basate su parti originali ritrovate dai demolitori e poi ricostruite.
Una vera T-bucket ha la carrozzeria, molto leggera e piccola, della Model T a due posti roadster (scoperta) pick up, con o senza cassone. Queste vetture hanno la forma che ricorda un secchio (bucket in inglese) da cui origina il nome dato a questa tipologia di auto.
Queste vetture esteticamente montano molti pezzi che ricordano o che sono in stile Ford Model T quale il radiatore, che però non si rivela molto efficiente nel raffreddare i grandi e potenti motori che vengono montati su queste trasformazioni, i finestrini, montati verticalmente come sulla vettura originale mentre non viene mai montato il cofano motore.
Le model T venivano trasformate e personalizzate già negli anni trenta, ma la prima vera T-bucket venne realizzata da Norman Gabrowski negli anni cinquanta. Fu sempre lui a dare il nome al genere che oggi si rivela essere uno stile molto diffuso di hot rod.
Come detto queste vetture di solito montano un motore che, per le dimensioni della vettura
e per il suo peso, si può tranquillamente definire enorme. Di solito è un V8, di qualunque marca, con un sistema di trasmissione molto solido per gestire la grande potenza e con gomme posteriori larghe per poterla scaricare a terra. Le ruote anteriori invece sono di solito, come sui dragster, molto piccole. Il motore generalmente usato è lo small block della Chevrolet da 5,7 L (350 in3) V8 in quanto relativamente piccolo, potente, facile da reperire, gestire e migliorare.
Oggi queste vetture vengono costruite principalmente per le esposizioni o per le parate e quindi gli enormi motori, posti bene in vista, servono più che altro per impressionare che per una reale necessità, essendo molto più potenti di quanto la struttura dell'auto potrebbe sopportare.